# 小野喜孝
小野 喜孝（おの よしたか、1924年11月5日 - 2002年4月9日）は、日本の経営者。井筒屋元代表取締役社長。

## 経歴・人物
福岡県出身。山口経済専門学校卒業後、井筒屋に入社する。1984年同社代表取締役社長に就任。
1991年〜1997年まで、在九州スリランカ名誉領事兼任していた。
1993年財団法人童心会（中津平成ロータリークラブ）4代目理事長に就任し、2000年まで務めた。
2002年4月9日16時43分、肺癌のため北九州市小倉北区の病院にて死去。77歳没。